# 永嘉玄覺
永嘉玄覺（665年—712年），  另一説為675年-712年，俗姓戴，字明道，法號玄覺，又號真覺大師，謚號無相，溫州永嘉人（今屬浙江），唐朝禪宗、天台兩宗大師，倡天台、禅宗融洽之说。法嗣六祖慧能大師。留有《永嘉集》以及《永嘉證道歌》。

## 生平

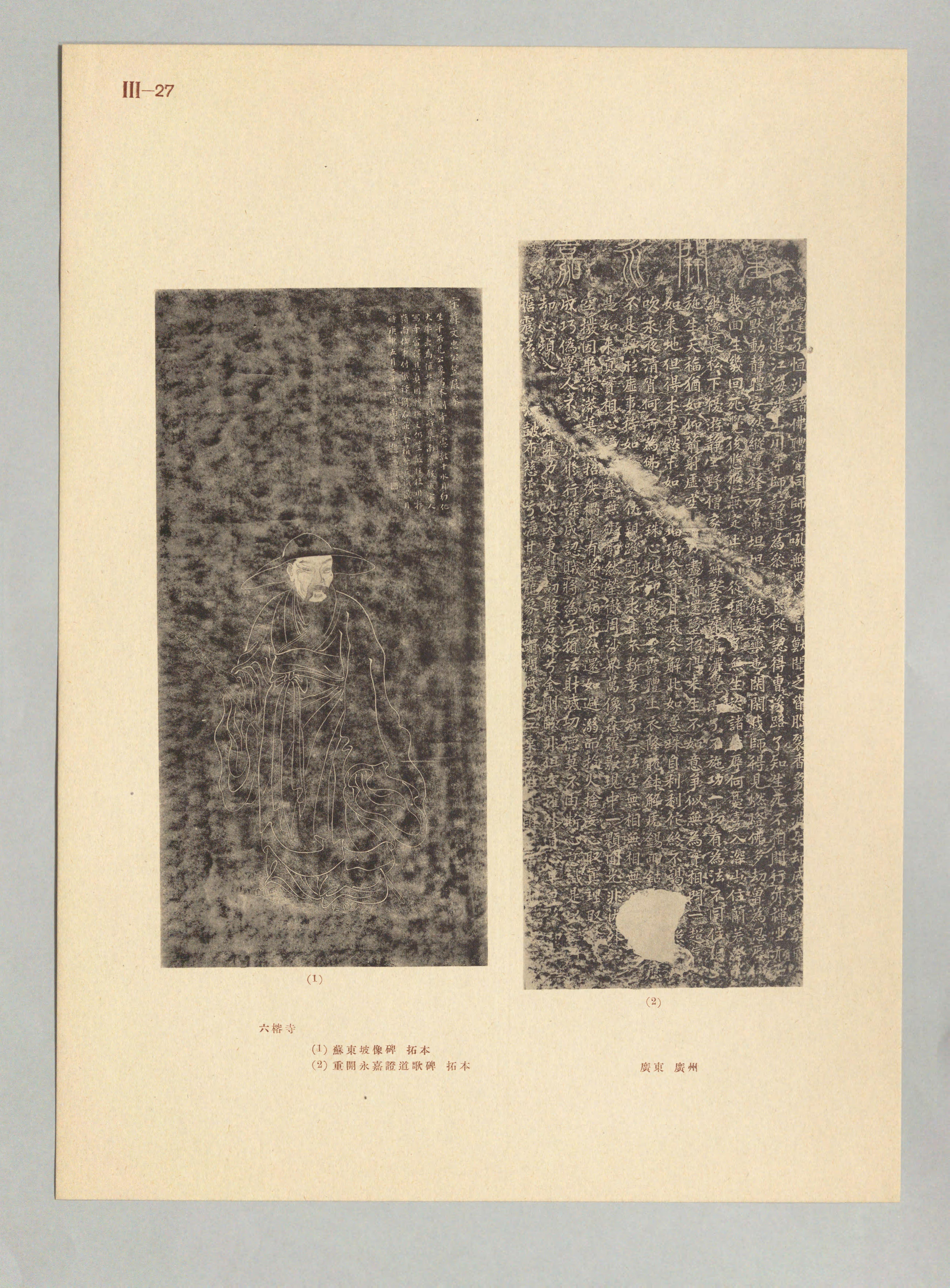
廣州市六榕寺內的《蘇東坡像碑》拓本及《重開永嘉證道歌碑》拓本。

《祖堂集》記載，玄覺與其母、其姐，住開元寺。在玄策禪師激勵下，31歲時，訪六祖慧能，成為慧能門下，在慧能寺院留住一宿。先天2年（713年）過世，年39。
《宋高僧傳》記載，玄覺自幼出家，其兄宣法師亦為名僧，與子二人，共同出家。玄覺住溫州龍興寺。與東陽玄策一同出遊，曾向禪宗六祖慧能請益，慧能留住一晚，人稱一宿覺。他也曾向神秀請益。先天2年（713年）過世，年49。
南宋志磐認為，玄覺於先天元年（712年）過世。為天台宗四祖慧威門下，與左溪玄朗同門。
精通天台宗之止觀法門，閱讀《維摩詰經》發明心地。曾至玉泉寺拜訪神秀大師，請問禪法。後詣曹溪六祖，言下契悟，一宿而去，時稱一宿覺。

## 法嗣

### 師承
- 慧能

## 著作

### 《永嘉集》
一卷。庆州刺史魏静编。又称《玄觉永嘉集》、《永嘉禅宗集》，略称《永嘉集》。
收錄於新修大藏經四十八卷。
天台教典因唐末五代之兵乱而湮灭，今盛行于高丽。五代吳王钱弘俶遂向高丽求取。因此，高丽僧谛观携来天台教典，我国天台教乃因而复兴。由此可知，本书不仅为台禅融合之初作，亦为天台学复兴之发端。 
本书之注释书有宋·行靖《禅宗永嘉集注》二卷、明·传灯《永嘉禅宗集注》二卷。高丽·己和《永嘉集谚解》二卷。

### 《永嘉證道歌》
記錄永嘉禪師悟境，收錄於大正新脩大藏經第四十八冊，內有佳句傳誦於世。附有无相大师行状一文，記錄永嘉禪師見禪宗六祖惠能情景。
《證道歌》盛傳為其作品，但未必為玄覺所作。有人推測其真實作者可能是神會。

## 外部連結
- 《宋高僧傳》卷8 T50n2061_p0758a09 唐溫州龍興寺玄覺傳 （页面存档备份，存于）
- 永嘉禪法 （页面存档备份，存于）
- 永嘉玄觉禅师悟道因缘 （页面存档备份，存于）